# Acanthodactylus boueti
Acanthodactylus boueti är en ödleart som beskrevs av  Paul Chabanaud 1917. Acanthodactylus boueti ingår i släktet fransfingerödlor, och familjen lacertider. Inga underarter finns listade i Catalogue of Life.